# Tony Trujillo
Tony Trujillo är en amerikansk skateboardåkare, född 23 augusti 1982 i Santa Rosa Kalifornien. Han har åkt skateboard sen han var 7 år. Han blev utsedd som "Skateboarder Of The Year" av Thrasher Magazine år 2002.

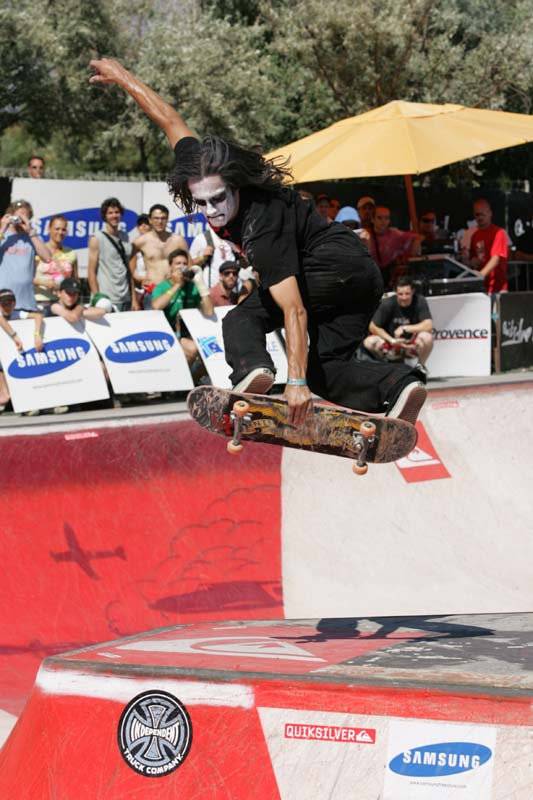